# David Ayala (football, 2002)
Pour les articles homonymes, voir David Ayala.
David Ayala, né le 26 juillet 2002 à Berazategui, est un footballeur argentin. Il joue au poste de milieu défensif aux Timbers de Portland en MLS.

## Biographie
David est le frère cadet d'Andrés Ayala (en), également international junior avec l'Argentine.

### En club
David Ayala est formé au sein du club de La Plata.
Il fait ses débuts en Primera division le 10 décembre 2019 contre les Argentinos Juniors.

### En sélection
Avec les moins de 17 ans, il participe au championnat sud-américain moins de 17 ans en 2019. Lors de cette compétition, il joue cinq matchs comme titulaire au poste de milieu défensif. L'Argentine remporte le tournoi, en enregistrant cinq victoires, deux nuls et deux défaites.
Quelques mois plus tard, il dispute la Coupe du monde des moins de 17 ans organisée au Brésil. Lors du mondial junior, il joue quatre matchs. L'Argentine s'incline en huitièmes de finale face au Paraguay.

## Palmarès
- Vainqueur du championnat du CONMEBOL des moins de 17 ans en 2019 avec l'équipe d'Argentine des moins de 17 ans